# Alysson Marendaz Marins
Alysson Marendaz Marins, född 26 maj 1976, är en brasiliansk före detta fotbollsspelare. I Sverige är Alysson mest känd som den allra första av en lång rad brasilianska spelare som Kalmar FF värvat under 2000-talet. 

## Karriär
Under karriären har Alysson  spelat för CR Vasco da Gama, Serrano Football Club, CFZ do Rio, Kalmar FF, ÖFK Ostersund, Perak FA, Beijing Guoan. Han spelade sedan för CFZ-Imbituba, Imbituba Futebol Clube och Avai-SC. 
I allsvenskan debuterade han för Kalmar FF mot Elfsborg den 15 juli 2002. Han sköt Kalmars enda mål i den 36e minuten och matchen slutade 1-1. 